# Стратифікація (гідрогеологія)
Гідрогеологічна стратифікація — розчленування гідрогеологічних утворень на товщі різного ієрархічного порядку, які відрізняються за генезисом, складом, літофаціальними, петрографічними, а головне — колекторними властивостями гірських порід. Стратифікаційні підрозділи - «гідростратони» можуть виділятись, як в межах чохла, так і в межах фундаменту артезіанських басейнів.

## Стратифікаційна класифікація
У сучасній регіональній гідрогеології використовують наступну стратифікаційну класифікацію (від найбільш крупних до менших одиниць):

### Гідрогеологічний поверх
Гідрогеологічний поверх — стратифікаційний підрозділ водоносних порід вищого рангу, який виділяється у вертикальному розрізі гідрогеологічної структури і відповідає значному етапу (орогенному, доорогенному, платформовому тощо) тектонічного розвитку території. Його об'єм приблизно може відповідати об'єму структурного поверху, хоча і не завжди з ним збігається. До складу кожного гідрогеологічного поверху входить кілька гідрогеологічних серій (їх не слід плутати з стратиграфічними серіями). В артезіанських басейнах платформ звичайно виділяють два гідрогеологічні поверхи, які розрізняються умовами формування підземних вод:
- верхній — в якому поширені переважно інфільтраційні (інфільтрогенні) води
- нижній — до якого приурочені суто седиментаційні літогенні (елізійні і відроджені) підземні води

Рух підземних вод у верхньому гідрогеологічному поверсі підпорядковується законам гідростатики і направлений від областей поглинання до областей розвантаження, тобто переважає низхідна і похило-латеральна фільтрація (інфільтраційний режим). В нижньому поверсі напірні води рухаються від центральних, найбільш занурених областей з максимальним тиском до периферії седиментаційних бесейнів, тобто переважає латерально-висхідна і висхідна фільтрація (літогенний режим). У найбільш заглиблених частинах басейнів іноді виділяють зону, або субповерх з термопружним режимом підземних вод. На менших  глибинах ця зона присутня в областях тектонічної активізації щитів, де залягає нижче розсолів і заповнена менш мінералізованими, газонасиченими «мантійними», або «магматичними» ексфільтраційними водами переважно ювенільного походження.

### Гідрогеологічна серія
Гідрогеологічна серія — стратифікаційний підрозділ водоносних порід, нижчий за рангом від гідрогеологічного поверху. Фактично, це частина гідрогеологічного поверху, яка охоплює водоносні, слабо водоносні і водотривкі породи єдиного седиментаційного або тектонічного циклу з різними гідрогеологічними властивостями. Прилеглі гідрогеологічні серії, так само, як їх геологічні аналоги — яруси, відрізняються одна від одної значними стратиграфічними, кутовими незгідностями або перервами в осадконакопиченні.

### Водоносний комплекс
Водоносний комплекс — стратифікаційна гідрогеологічна одиниця, водоносна товща гірських порід, складова частина гідрогеологічної серії. Водоносний комплекс характеризується спільністю утворення літофаціального і петрографічного складу водоносних порід. Один від одного водоносні комплекси розмежовуються, як правило, потужними водотривами. Прилеглі один до одного водоносні комплекси розділені кутовою незгідністю, водовміщуючі породи в межах кожного з них мають близькі за значеннями колекторі властивості, а іноді і положення п'єзометричного рівня. В межах кожного конкретного водоносного комплексу можуть бути виділені водоносні горизонти.

### Водоносний горизонт
Водоносний горизонт— водопроникний шар гірської породи, що вміщує воду та залягає над водонепроникним пластом; однорідні або близькі за фаціально-літологічним складом та гідрогеологічними властивостями пласти водопроникних гірських порід, пустоти (пори, тріщини) яких заповнені гравітаційними водами.
За умовами залягання розрізняють водоносні горизонти:
- в районах багаторічної мерзлоти — надмерзлотні, міжмерзлотні і підмерзлотні;
- в нафтогазоносних районах — контурні, верхні, нижні і проміжні;
- в районах рудних та вугільних родовищ — надрудні (надвугільні), підрудні (підвугільні);
- в соляних родовищах — надсольові, міжсольові, підсольові, білясольові.
- За гідравлічними умовами виділяють водоносні горизонти напірні (між водотривкими товщами) і безнапірні (або ґрунтові);
- за внутрішньою будовою — одношарові, двошарові і багатошарові;
- за типом водотривкого ложа — похилі, горизонтальні і змішані.

Водоносні горизонти в гірничій справі значно ускладнюють проведення підготовчих виробок і добувних робіт. Для усунення негативного впливу водоносних горизонтів проводиться управління його режимом і ресурсами методами водозниження, тампонування, заморожування, осушування, ізолювання (бараж) тощо. Сукупність водоносних горизонтів або зон, пов'язаних з товщею певного віку, називають водоносним комплексом.

### Водоносний пласт
Водоносний пласт – пласт породи, що містить воду і є частиною водоносного горизонту.